# Actinostella californica
Actinostella californica is een zeeanemonensoort uit de familie Actiniidae.
Actinostella californica is voor het eerst wetenschappelijk beschreven door McMurrich in 1893.